# Distretto di Kulp
Il distretto di Kulp (in turco Kulp ilçesi) è uno dei distretti della provincia di Diyarbakır, in Turchia.